# NGC 5964
NGC 5964 é uma galáxia espiral barrada (SBcd) localizada na direcção da constelação de Serpens. Possui uma declinação de +05° 58' 25" e uma ascensão recta de 15 horas, 37 minutos e 36,2 segundos.
A galáxia NGC 5964 foi descoberta em 24 de Abril de 1830 por John Herschel.